# 橢圓北美吸口魚
橢圓北美吸口魚（學名：Erimyzon oblongus）為輻鰭魚綱鯉形目亞口魚科的其中一種，為溫帶淡水魚，分布於北美洲美國緬因州到喬治亞州阿爾塔馬哈流域、紐約州的安大略湖流域、阿拉巴馬州與佛羅里達州的艾斯坎比亞河到德克薩斯州的聖哈新托河、查特扈奇河、密西根州密西西比河到墨西哥灣流域 ，本魚體呈橢圓形，口近下位，幼魚體側具有深色縱條紋，成魚則無，體背部灰黑色，身體銀灰色，腹部白色，體側鱗片具黑邊，形成網狀紋，魚鰭黃色，尾鰭叉形，上下葉圓鈍，在繁殖期，雄魚會長出角狀結節，顏色變得更加鮮豔，體長可達37.6公分，壽命可達6年，棲息在水質清澈、植被生長、礫石底質的河川、湖泊，成魚通常在底層水域獨居，幼魚成群在中層水域活動，會與其他鯉科魚類群游，屬雜食性，以藻類、水生昆蟲、橈足類為食，繁殖期在每年3至5月，成魚會往河川上游遷徙，雄魚會在礫石區淺水處築巢，雌魚通常在夜間產卵，一次可產8,500到80,000顆卵。 